# Asian 5 Nations Division 2 2012
El Asian 5 Nations Division 2 de 2012 fue la séptima edición del torneo de tercera división organizado por la federación asiática (AR).
El campeonato se disputó en la ciudad de Kuala Lumpur, Malasia.

## Equipos participantes
- Selección de rugby de China
- Selección de rugby de Irán
- Selección de rugby de Malasia
- Selección de rugby de Tailandia

## Desarrollo

### Semifinales
| 31 de mayo | Malasia | 89 - 0 | China |  |  |

| 31 de mayo | Tailandia | 37 - 17 | Irán |  |  |

### Tercer puesto
| 2 de junio | Irán | 52 - 3 | China |  |  |

### Final
| 2 de junio | Malasia | 19 - 22 | Tailandia |  |  |

| Bandera de Tailandia               |
| Campeón de la División 2 Tailandia |
| Segundo título                     |